# 실용주의

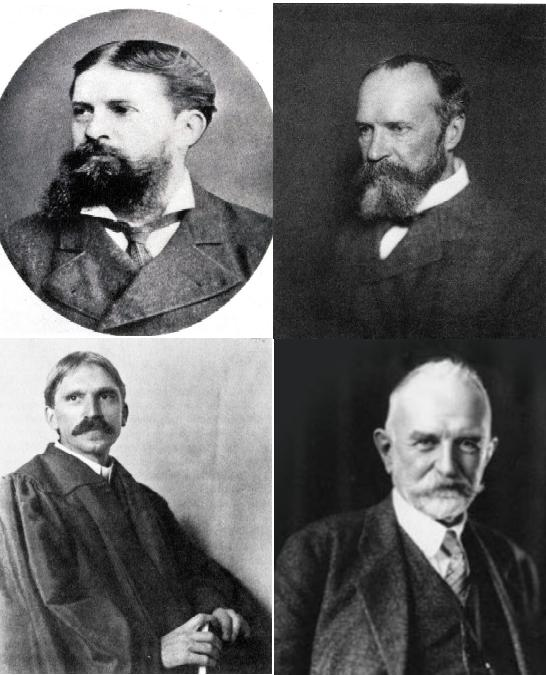
실용주의 사상가들. 왼쪽 위부터, 퍼스, 제임스, 듀이, 미드.

실용주의(實用主義) 또는 프래그머티즘(pragmatism)은 1870년 무렵 미국에서 시작된 철학적 전통이다. 일반적으로 찰스 샌더스 퍼스의 《실용적 극대》 발표를 실용주의의 출발로 본다.
| “ | 당신의 개념이 가리키는 대상의 효력을 생각해 보라. 그러면, 그러한 효력을 갖는 당신의 개념이 대상에 대한 당신의 개념이다. | ” |

실용주의는 생각의 기능이 설명, 재현, 실재의 반영 등과 같은 것이란 아이디어를 거부하고, 그 대신 예측, 문제 해결, 행동과 같은 일들을 위한 도구로 파악하였다. 실용주의는 지식의 본질, 언어, 개념, 의미, 과학과 같은 철학의 주요 주제 모두가 그들 나름의 특정한 유용성과 성과를 기준으로 볼 때 가장 잘 드러낼 수 있는 것이라고 주장하였다. 실용주의 철학은 "인간의 경험 안에서 실행적 시험을 거쳐야" 아이디어의 특정되는 적용이 가능하다고 강조했다. 실용주의는 이상주의, 사실주의, 토미즘 등이 세계를 불변의 것으로 파악하는 것과 달리 세계를 변화시키는 것에 초점을 맞춘다.
실용주의, 즉 프레그머티즘이란 낱말은 19세기 말 퍼스가 자신의 사상을 나타내기 위해 만든 신조어이다. 퍼스는 자신의 사상이 여러 철학 사조의 주장들 가운데 과학적인 내용을 결합하여 정리한 것이라고 생각하였다. 그러나, 이후 실용주의란 말은 원칙보다는 실용성을 중시하는 정치적 태도를 가리키는 말로도 혼용되었다.

## 기원
실용주의는 1870년대 미국에서 시작된 철학 사조로서 찰스 샌더스 퍼스의 《실용적 극대》가 그 시작이라고 할 수 있다.
20세기에 들어 윌리엄 제임스, 존 듀이와 같은 학자들에 의해 발전되었다. 실용주의의 근간은 형이상학 클럽의 회원들에 의해 형성되었는데, 앞서 언급한 퍼스, 제임스, 듀이 이외에도 촌시 라이트, 조지 허버트 미드와 같은 사람들이 회원이었다.
프래그머티즘이라는 용어가 처음 실린 인쇄물은 1898년 제임스가 저술한 《철학 개념과 실행 결과》이었지만, 1870년대에 이미 퍼스와 제임스는 자신들의 철학적 관점을 나타내는 신조어로서 프래그머티즘을 사용하고 있었다. 제임스는 1877년부터 1879년 사이에 퍼스가 진행했던 《과학 논리 실례》 시리즈를 실용주의의 출발점으로 삼는데, 그 시리즈 가운데에는 초기 실용주의의 핵심이 되는 《신념의 확정》, 《우리의 아이디어를 명확히 하는 방법》과 같은 논문들이 포함되어 있다. 피어스는 1906년 저작에서 니콜라스 세인트 존 그린이 알렉산더 베인의 신념에 대한 정의를 적용하는 중요성에 대해 강조함으로써 중요한 역할을 하였다고 서술하였다. 베인은 신념에 대하여 "행동으로 옮길 준비가 된 것"이라고 정의하였다. 퍼스는 “이 정의로부터 실용주의는 추론 이상의 의미를 지니게 되었고, 그에 따라 나는 베인을 실용주의의 할아버지로 여기게 되었다”라고 썼다. 존 슈크는 “촌시 라이트 또한 퍼스와 제임스가 다시 불러낸 창시자로서 존중받을만 하다. 라이트야말로 합리주의 공론을 대신하여 현상주의와 가류설적 경험주의를 요청한 사람이다”라고 말하였다.
퍼스는 단순한 사변이나 데카르트 식의 방법론적 회의주의가 아닌 실제적 회의를 갖는 의심이라는 아이디어를 발전시켰고, 결실있는 방식으로 개념을 이해하려면 실행적 효과를 고려하여야만 한다고 주장하였다. 퍼스는 후일 자신의 이러한 주장을 실용적 극대라고 불렀다. 이는 어떠한 대상에 대한 개념이라는 것은 대상의 효과에 대해 주어진 실행적인 정보로 인해 생각할 수 있는 함의의 일반적 범위와 같다는 생각이다.

## 개요
식민시대 이래 19세기 후반에 이르기까지 미국의 사상계는 주로 독일 관념론에 의해서 지배되어 왔다. 그러나 남북전쟁 이후에 급속한 발전을 본 미국의 자본주의는 정치나 경제뿐만 아니라 사상면에서도 유럽으로부터 벗어나 미국의 독자성을 확립하게 하였다.
프래그머티즘의 발생 동기는 자본주의의 근대과학적 사고방식과 미국의 전통적 퓨리터니즘과의 조화를 꾀하려는 일군의 학자(메타피지컬 클럽)들에게 귀착된다. 그들 가운데는 철학자를 비롯해서 자연과학, 법학, 역사학, 신학, 심리학 등 여러 전문 분야의 인사들이 있었다. 그러므로 프래그머티즘은 어떤 일개인의 노력이나 재능에 의해서 이루어졌다기보다는 당시의 미국적 현실에서 결실되었다고 할 수 있다.
그러나 프래그머티즘이라고 해서 유럽의 전통적 사상과 아무런 관련이 없는 것은 아니다. 도리어 그것은 유럽의 새로운 경험론이나 과학주의의 흐름을 따르면서도 그것에 머무름이 없이 종래의 추상적·관념적인 철학상의 여러 논쟁을 지양하려는 데에 독자적인 성격이 있는 것이다.
프래그머티즘이란 용어는 희랍어의 '프라그마(pragma)'에서 유래한 것이다. 퍼스는 이 용어를 실천이성의 명령을 프래그티슈(praktisch), 프래그매티슈(pragmatisch)로 나누어 전자를 선험적(先驗的) 또는 정언적(定言的), 후자를 경험적 또는 가언적(假言的) 의미로 사용한 칸트의 용법에 따라서 채용하였다. 퍼스의 이론은 '의미의 이론'이라고 불리는데, 그에 의하면 사물에 관한 명확한 관념은 필연적으로 실제상의 결과나 가능성을 갖는 것이기 때문에 우리의 관념을 명석하게 하기 위해서는 그 관념의 실제적 결과나 가능성을 고찰하면 된다고 하였다. 그러나 우리의 관념이나 사고활동은 회의를 해소하고 확고한 행동을 가능케 하는 신념을 확립하는 데 있다. 신념이란 곧 우리가 어떤 상황에 처했을 때 어떤 행동을 취해야 할 것인가를 지시해 주는 것이다. 이것이 퍼스의 원리이며 또 프래그머티즘의 근본원리인 것이다.
이러한 퍼스의 '의미의 이론'에 더욱더 행동적 요소를 도입함으로써 프래그머티즘을 '진리의 이론'으로 전개한 사람은 제임스이다. 퍼스의 이론에서는 대상에 관한 우리의 사고가 명확한 판단에 도달하기 위해서는 다만 우리의 사고 안에 일정한 신념을 확립하면 그만이었다. 그러나 제임스에 의하면, 우리의 관념이 참인지 거짓인지의 문제는 그것이 우리의 실생활에 있어서 어떠한 실천적 차이를 나타내는가에 따라서 결정되어야 한다. 바꾸어 말하면 어떤 관념의 진위는 그 자체로서는 결정되지 않으며, 다만 그것이 사실에 적합한지 아닌지를 보아서 결과가 유효하다고 검증(檢證)된다면 그것은 참(verity)인 것이다. 그러므로 시간공간을 초월한 절대적 진리는 없으며 진리의 기준은 오로지 우리의 실생활에서의 유용성에 두어야 한다는 것이다. 따라서 진리는 상대적이며 변화하는 것이다.
프래그머티즘은 듀이에 의해서 그 행동적 요소가 더욱 강조되었고 개인적 관심에서 사회적 관심으로 발전하게 된다. 듀이의 철학은 보통 '도구주의(instrumentalism)' 또는 '실험주의(experimentalism)'라고 불린다. 우리의 모든 관념이나 사상은 우리의 현실 생활에서 일어나는 문제 해결을 위한 도구에 지나지 않는다고 보는 것이다. 인간은 생물(organism)의 일종인 까닭에 환경과의 상호작용 없이는 살아갈 수가 없다. 경험이란 곧 이러한 상호작용에 지나지 않으며, 우리의 경험이 순탄하지 못할 때 그것을 타개하기 위한 기능이 다름 아닌 사고작용인 것이다. 생활경험의 한 가지 기능으로서 발달하여 장래를 예상할 수 있는 지성을 특히 창조적 지성(creative intelligence)이라고 부른다. 그것은 결국 인간이 장래에 더 잘살기 위한 불가결의 방법이며 도구에 지나지 않는 것이다.
대체로 말해서 프래그머티즘은 엄밀한 철학이 아니라 생활의 철학이요, 상식의 철학이라 할 수 있다. 그것은 진실을 실생활에 있어서의 유용성에 의해 결정하는 점에서 공리주의이며, 진리는 경험에 의해서 검증되고 변화한다고 보는 점에서 경험주의적이며, 지식보다는 행동을 중시하는 점에서 반주지주의적이라고 할 수 있다. 그러나 실용주의는 철학적 이념과 지향을 은폐하거나 호도함으로써 진정한 철학인지 의문시되고 여러 비판을 야기했다.

## 저서
- 종교적 경험의 다양성

## 같이 보기
- 진화론
- 리처드 로티

## 참고 문헌
- 이 문서에는 다음커뮤니케이션(현 카카오)에서 GFDL 또는 CC-SA 라이선스로 배포한 글로벌 세계대백과사전의 내용을 기초로 작성된 글이 포함되어 있습니다.